# ماريتا جياناكو
ماريتا جياناكو (اليونانية: Μαριέττα Γιαννάκου، ولدت في 6 يونيو 1951) هي سياسية يونانية، وعضو في الديمقراطية الجديدة. وهي وزيرة سابقة للتربية الوطنية والشؤون الدينية في اليونان.

## نشأتها
ولدت في جيراكي لاكونياس وأصبحت طبيبة وأخصائية نفسية في كلية الطب بجامعة أثينا. كانت عضوًا في البرلمان اليوناني، ونائبة رئيس اللجنة البرلمانية للشؤون الأوروبية، وعضوًا في اللجنة البرلمانية للشؤون الخارجية والدفاع الوطني، وعضوًا في اللجنة البرلمانية بين الأحزاب المعنية بفحص مشكلة المخدرات. علاوة على ذلك، فهي رئيسة مجموعة الصداقة اليونانية بين برلماني اليونان وبولندا وعضو مجموعات الصداقة اليونانية بين برلماني اليونان والولايات المتحدة واليونان والمغرب.
تمثل المنسق الوطني وعضو فريق العمل الأفقي المعني بالمخدرات التابع لمجلس الاتحاد الأوروبي. رئيس مجموعة البلقان / الشرق الأوسط الإقليمية لمجموعة دبلن التابعة لمجلس الاتحاد الأوروبي. عضو المكتب السياسي لحزب الشعب الأوروبي. كانت وزيرة الصحة والرعاية والضمان الاجتماعي السابقة، وعضوة سابقة في البرلمان اليوناني.
كما كانت أيضًا عضوًا سابقًا في البرلمان الأوروبي، وكذلك الرئيس السابق لوفد حزب الديمقراطية الجديدة في البرلمان الأوروبي. كانت رئيسة اللجنة الأوروبية "العالم الرابع"، وكذلك نائب الرئيس السابق للاتحاد الأوروبي المسيحي الديمقراطي. نشرت في حياتها العديد من المقالات والتقارير العلمية المتعلقة بالمنظورات الأوروبية تجاه مشاكل المخدرات والجريمة المنظمة والنساء في المجتمعات المعاصرة وكذلك السياسات الاجتماعية.
عُينت جياناكو وزيرة للتربية الوطنية والشؤون الدينية في 10 مارس 2004. حاولت تغيير القانون بحيث يتم الاعتراف بالجامعات الخاصة لأن دستور عام 1975 يحظر الجامعات الخاصة. أدت سياستها التعليمية إلى مظاهرات ضخمة من قبل الطلاب والمعلمين.
فشلت في الفوز بمقعد في الانتخابات البرلمانية في سبتمبر 2007 وفقدت منصبها في مجلس الوزراء.
في 6 فبراير 2008، بسبب إصابة أقدم في ساقها اليمنى، دخلت مستشفى إريكوس دونان في أثينا. في 7 فبراير / شباط، لم يتمكن الأطباء من استعادة حالته السابقة وتم إجراء بتر من أسفل الركبة. أدت المضاعفات الأخرى إلى بتر الركبة. لقد تعافت غير معقد وعادت إلى السياسة النشطة.
في مايو 2009، اختيرت في قائمة الحزب الديمقراطي الجديد، وانتُخبت لاحقًا كأحد أعضاء البرلمان اليوناني البالغ عددهم 22.